# This-Priis

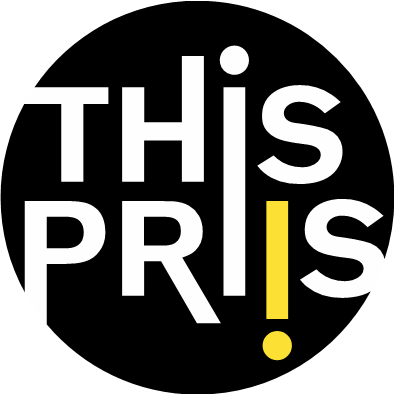
Logo des This-Priis-Arbeitgeber-Award

Der This-Priis ist der Arbeitgeber-Award für berufliche Integration im Kanton Zürich (Schweiz). Die SVA Zürich (Sozialversicherungsanstalt des Kantons Zürich) verleiht den This-Priis an Unternehmen, die sich für die berufliche Integration von Menschen mit Behinderungen einsetzen. Der This-Priis hat zum Ziel, das Engagement der Unternehmen sowie Beispiele gelungener Integration öffentlich zu machen. Das soll Arbeitgeberinnen und Arbeitgeber dazu motivieren, Menschen mit körperlichen oder psychischen Beeinträchtigungen auf dem ersten Arbeitsmarkt einzustellen.
Der This-Priis wird einmal jährlich bei einer Award-Feier verliehen. Der Anlass richtet sich an Vertreterinnen und Vertreter der Wirtschaft. Moderiert wird der Anlass von Martin Schilt, Leiter der IV-Stelle der SVA Zürich und Präsident des Fachverbandes der Invalidenversicherung-Stellen (IVSK).

## Hintergrund
Namensgeber des This-Priis ist Matthias «This» Widmer. Er wurde am 24. Januar 1956 in Winterthur (Schweiz) mit einer starken Sehbehinderung und einer cerebralen Lähmung geboren. Statt in einer geschützten Werkstatt zu arbeiten, wünschte er sich einen «richtigen» Beruf. Sein grösster Wunsch war es, Briefträger zu sein. Der Wunsch blieb unerfüllt, doch dank des Engagements seiner Familie fand er Arbeit in einer Grossküche. Die Integration in den ersten Arbeitsmarkt war für «This» Widmer sehr erfüllend. 2006 gründete die Familie Widmer den Verein This-Priis und rief den This-Priis Arbeitgeber-Award ins Leben. Von Anfang an unterstützte die SVA Zürich den privaten Verein bei der Durchführung. Nach der Pensionierung von Matthias «This» Widmer übergab die Familie Widmer die Trägerschaft des This-Priis im Jahr 2016 an die SVA Zürich. «This» Widmer starb 2021.

### Teilnahmebedingungen

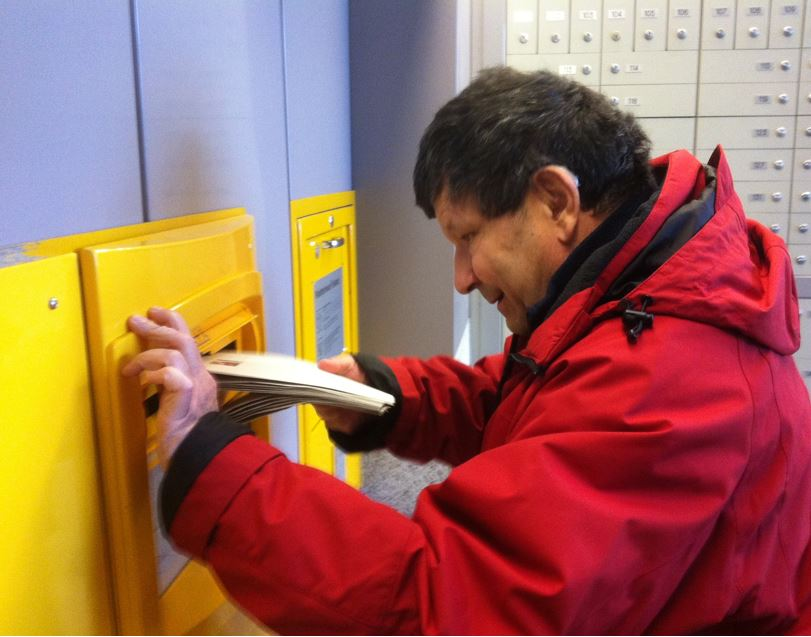
Matthias «This» Widmer (Foto: Martin Eidmer)

Für den This-Priis können Unternehmen mit Sitz im Kanton Zürich nominiert werden. Sie müssen im Teilnahmejahr oder im Vorjahr mindestens eine Person mit einer physischen oder psychischen Krankheit oder Behinderung unbefristet angestellt haben. Die Person muss noch im Unternehmen arbeiten. Der Arbeitsplatz darf nicht subventioniert sein. Es muss ein marktüblicher Lohn gezahlt werden.

### Nominierung
Unternehmen können von Dritten oder von sich selbst für den This-Priis nominiert werden. Nominierungen sind das ganze Jahr über möglich. Nominierungen, die bis zum 31. Oktober eingehen, werden für den nächsten This-Priis berücksichtigt. Nominierungen, die nach dem 31. Oktober eingehen, werden für den übernächsten This-Priis berücksichtigt. Für die Nominierungen stellt die SVA Zürich auf ihrer Website ein Nominierungsformular zur Verfügung.

### Bewertungsprozess
Der Bewertungsprozess erfolgt in zwei Stufen. In der ersten Stufe bewertet ein internes Expertenteam der SVA Zürich alle gültigen Nominationen. Sie stützt sich dabei auf einen detaillierten Kriterienkatalog. Das interne Expertenteam besteht aus Beraterinnen und Beratern für Prävention und Eingliederung der SVA Zürich. Die This-Priis-Jury wählt aus den fünf Unternehmen mit der höchsten Punktzahl die Gewinnerin bzw. den Gewinner des This-Priis. Ergänzend dazu wählt seit 2023 das Publikum an der Finalfeier die Gewinnerin bzw. den Gewinner des Publikumspreises.

### This-Priis-Jury
Die This-Priis-Jury vertritt die Sicht von Arbeitgebenden, HR-Leitung, Forschung, Medizin und den Betroffenen selbst. Die This-Priis-Jury zählt sieben Mitglieder: Andri Silberschmidt-Buhofer (FDP-Nationalrat, FDP-Vizepräsident und Unternehmer), Camilla Bischofberger (Verantwortliche Interne Kommunikation Pro Infirmis und Betroffene), Stephan Böhm (Professor für Diversity Management und Leadership, Universität St. Gallen), Petra Feigl (Head of HR der Migros Industry), Thomas Hess (Geschäftsleiter des KMU- und Gewerbeverbandes Kanton Zürich), Fulvia Rota (Fachärztin für Psychiatrie und Psychotherapie, Präsidentin Schweizerische Gesellschaft für Psychiatrie und Psychotherapie und Co-Präsidentin FMPP), Ralf Pelkowski (Facharzt für Psychiatrie und Psychotherapie). (Stand 6. September 2024)

### Preisträger
| Jahr | Unternehmen                               | Branche                      | Preis                                   |
| ---- | ----------------------------------------- | ---------------------------- | --------------------------------------- |
| 2024 | Bertschi Bäckerei zum Brotkorb AG, Kloten | Grossbäckerei                | This-Priis 2024                         |
| 2024 | Schloss-Garage Winterthur AG, Winterthur  | Autos, Verkauf und Reparatur | Publikumspreis 2024                     |
| 2023 | Bachofner Kanalreinigungen AG, Fehraltorf | Kanalreinigungen             | This-Priis 2023 und Publikumspreis 2023 |
| 2022 | Juicetime GmbH, Zürich                    | Gastronomie                  | This-Priis 2022                         |
| 2021 | Ecolite AG, Wolfhausen                    | Lüftungstechnologie          | This-Priis 2021                         |
| 2020 | RRRevolve Trading Lanz                    | Onlineshop                   | This-Priis 2020                         |
| 2019 | Liuma AG                                  | Gartenbau                    | This-Priis 2019                         |
| 2018 | IKEA AG                                   | Möbelhaus                    | This-Priis 2018                         |
| 2017 | Acer Computer (Switzerland) AG            | IT-Hardware                  | This-Priis 2017                         |